# Schwabmünchen
Schwabmünchen é uma cidade da Alemanha, localizado no distrito Augsburg, no estado de Baviera.